# Iceberg B-9
Iceberg B-9 (1987), 154 km por 35 km (5.390 km²) partiu da Antártida, do lado oriental da Ilha Roosevelt, vizinha a Baía das Baleias e logo a leste do local do desprendimento do iceberg B-15, no mar de Ross. Era o local do Little America V, e foi ao mar junto ao iceberg.

## Relações externas
- https://web.archive.org/web/20090204082114/http://uwamrc.ssec.wisc.edu/icebergfaq.html (em inglês)
- "Partida e deriva do iceberg B-9, no Mar de Ross, Na Antártida, "Antarctic Science, 1990" (em inglês)